# Bayambang
Bayambang est une municipalité de la province de Pangasinan, aux Philippines.
La population est de 118 205 habitants en 2015.